# Iker Losada Aragunde
Iker Losada Aragunde (nascut l'1 d'agost de 2001) és un futbolista professional gallec que juga com a davanter al club de la Lliga Reial Betis.

## Carrera de club

### Celta
Losada va néixer a Catoira, Pontevedra, Galícia. Llicenciat juvenil de l'RC Celta de Vigo, va debutar amb el filial el 2 de desembre de 2018, entrant com a substitut final de Dani Vega en un empat 0-0 a Segona Divisió B fora de casa contra l'AD Unión Adarve.
Losada va passar la pretemporada 2019 amb el primer equip, marcant un gol en un amistós contra l'FC Union Berlin i esdevenint el primer jugador del segle XXI a fer-ho per al club. Va debutar professionalment –i a la Lliga– el 17 d'agost; substituint el seu company debutant Gabriel Fernández, va marcar l'únic gol del seu equip en una derrota a casa per 1–3 contra el Reial Madrid.
Posteriorment, Losada va jugar quasi en exclusiva amb el B de tercera divisió i també a Primera Federació, i va renovar el seu contracte fins al 2025 l'11 de maig de 2022. Va deixar el Celta després d'11 anys el 3 de juliol de 2023, després que el club decidís no ascendir-lo al primer equip.

### Racing Ferrol

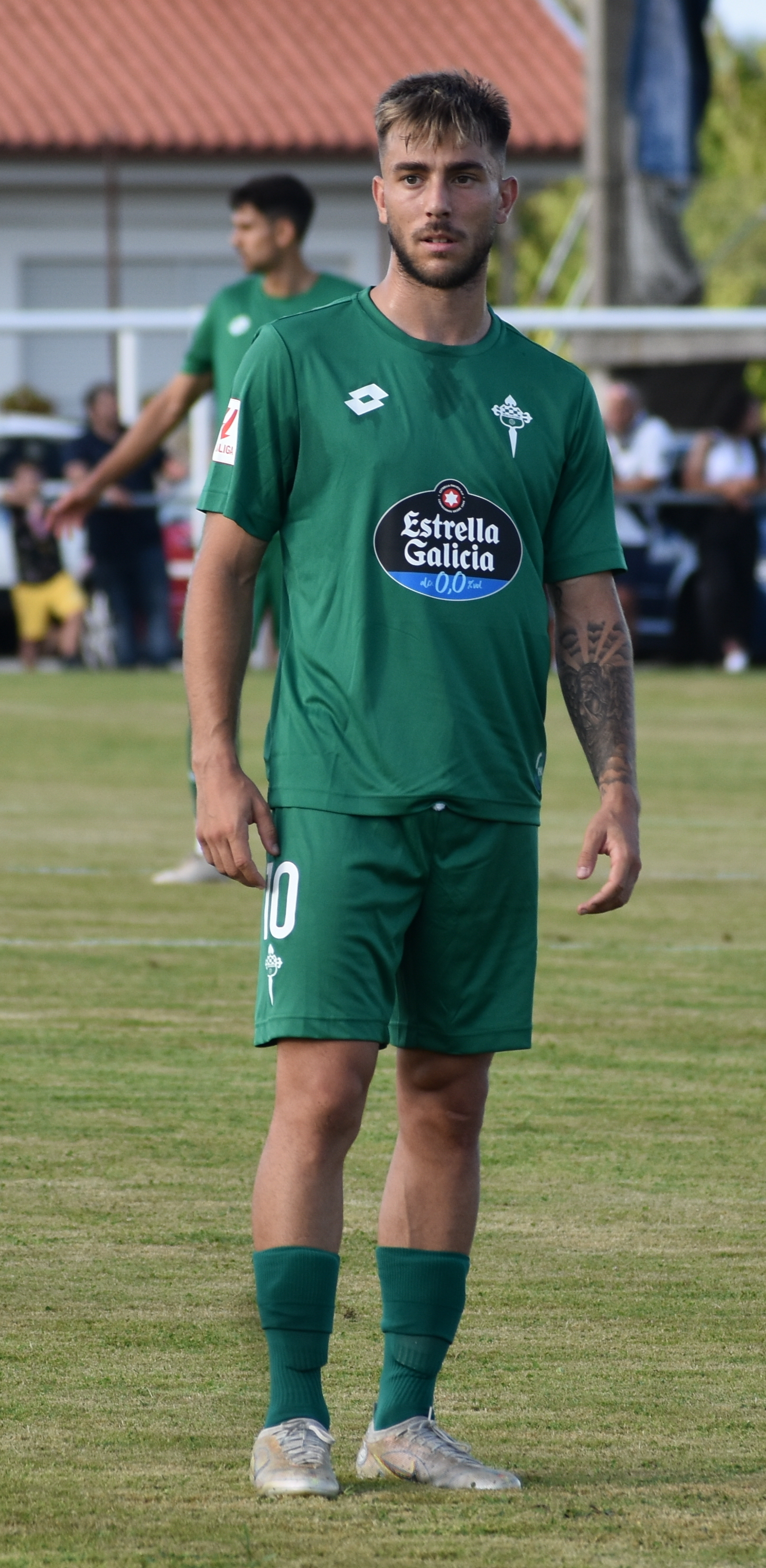
Losada amb el Racing Ferrol el 2023

El 5 de juliol de 2023, Losada va fitxar pel Racing de Ferrol, que tot just acabava d'ascendir a Segona Divisió. Titular indiscutible, va marcar nou gols i va oferir set assistències durant la temporada.

### Betis
El 6 de juliol de 2024, Losada va signar un contracte de cinc anys amb el Reial Betis al primer nivell.

#### Tornada al Celta (cessió)
El 30 de gener de 2025, Losada va tornar al Celta cedit durant la resta de la temporada.